# Litodamus
Litodamus is een geslacht van spinnen uit de familie Nicodamidae.

## Soorten
- Litodamus collinus Harvey, 1995
- Litodamus hickmani Harvey, 1995
- Litodamus olga Harvey, 1995